# الفيشاني (الطيال)

تعديل مصدري - تعديل

الفيشاني هي إحدى قرى عزلة بني جبر بمديرية الطيال التابعة لمحافظة صنعاء، بلغ تعداد سكانها 245 نسمة حسب تعداد اليمن لعام 2004.